# Ambulyx zhejiangensis
Ambulyx zhejiangensis là một loài bướm đêm thuộc họ Sphingidae. Loài này có ở miền đông Trung Quốc.